# Берлингтон (Висконсин)
Берлингтон (енгл. Burlington) град је у америчкој савезној држави Висконсин.

## Демографија
По попису из 2010. године број становника је 10.464, што је 528 (5,3%) становника више него 2000. године.
| Група             | 2000.         | 2010.         |
| Белци             | 9.297 (93,6%) | 9.239 (88,3%) |
| Афроамериканци    | 37 (0,4%)     | 90 (0,9%)     |
| Азијати           | 55 (0,6%)     | 118 (1,1%)    |
| Хиспаноамериканци | 462 (4,6%)    | 898 (8,6%)    |
| Укупно            | 9.936         | 10.464        |